# Liste de films français sortis en 1949
Listes de films français
- 1945
- 1946
- 1947
- 1948
- 1949
- 1950
- 1951
- 1952
- 1953

Liste non exhaustive de films français sortis en 1949 :
| Titre                              | Réalisateur                                                         | Distribution                                                   | Genre                      | Notes      |
| ---------------------------------- | ------------------------------------------------------------------- | -------------------------------------------------------------- | -------------------------- | ---------- |
| 56, rue Pigalle                    | Willy Rozier                                                        | Jacques Dumesnil, Marie Déa, Aimé Clariond                     | Film dramatique            |            |
| Ainsi finit la nuit                | Emil-Edwin Reinert                                                  | Claude Dauphin, Anne Vernon, Henri Guisol                      | Drame                      |            |
| Alice au pays des merveilles       | Marc Maurette, Dallas Bower et Louis Bunin                          | Stephen Murray Pamela Brown                                    | Film d'animation           |            |
| Les Amants de Vérone               | André Cayatte                                                       | Anouk Aimée, Serge Reggiani, Pierre Brasseur, Martine Carol    | Drame                      |            |
| L'Ange rouge                       | J. Daniel-Norman                                                    | Paul Meurisse, Tilda Thamar, Antonin Berval                    | Drame                      |            |
| Au grand balcon                    | Henri Decoin                                                        | Pierre Fresnay, Georges Marchal, Félix Oudart                  | Film d'aventure            |            |
| Au royaume des cieux               | Julien Duvivier                                                     | Serge Reggiani, Suzy Prim, Monique Mélinand                    | Drame                      |            |
| Au-delà des grilles                | René Clément                                                        | Jean Gabin, Isa Miranda, Andrea Checchi                        | Comédie dramatique         |            |
| L'Auberge du péché                 | Jean de Marguenat                                                   | Ginette Leclerc, Jean-Pierre Kérien Edouard Delmont            | policier                   |            |
| Aux deux colombes                  | Sacha Guitry                                                        | Sacha Guitry, Suzanne Dantès, Marguerite Pierry                | Comédie                    |            |
| Bal Cupidon                        | M-G Sauvajon                                                        | Pierre Blanchar, Simone Renant, Yves Vincent                   | Comédie                    |            |
| Le Bal des pompiers                | André Berthomieu                                                    | Claude Dauphin, Paulette Dubost Dominique Nohain               | Drame                      |            |
| Barry                              | Richard Pottier                                                     | Pierre Fresnay, Pauline Carton, Simone Valère                  | Drame                      |            |
| La Bataille du feu                 | Maurice de Canonge                                                  | Pierre Larquey, Louis Florencie, Noëlle Norman                 | Drame                      |            |
| Bonheur en location                | Jean Wall                                                           | André Luguet, Denise Grey                                      | Comédie                    |            |
| Le Bout de la route                | Émile Couzinet                                                      | France Descaut, Louise Fouquet, Georges Galley                 |                            |            |
| Branquignol                        | Robert Dhéry                                                        | Robert Dhéry, Colette Brosset, Julien Carette                  | Comédie                    |            |
| La Cage aux filles                 | Maurice Cloche                                                      | Danièle Delorme, Suzanne Flon, Noël Roquevert                  | Drame                      |            |
| Ces dames aux chapeaux verts       | Fernand Rivers                                                      | Colette Richard, Henri Guisol Marguerite Pierry                | comédie                    |            |
| Ceux du Tchad                      | Georges Régnier                                                     | -                                                              | Court métrage              | 11 min     |
| Le Chaudronnier                    | Georges Rouquier                                                    | -                                                              | Documentaire               | 23 min     |
| Cinq tulipes rouges                | Jean Stelli                                                         | Suzanne Dehelly, Jean Brochard, Luc Andrieux                   | Film policier              |            |
| Le Cœur sur la main                | André Berthomieu                                                    | André Bourvil, Michèle Philippe, Robert Berri                  | Comédie dramatique         |            |
| La Danseuse de Marrakech           | Léon Mathot                                                         | Yves Vincent, Siren Adjemova Habib Benglia                     | drame                      |            |
| Dernier Amour                      | Jean Stelli                                                         | Annabella, Jean Debucourt, Yvette Étiévant                     | Drame                      |            |
| Le Dernier Quart d'heure           | René Jayet                                                          | Léo Campion, Jane Beretta Roger Bontemps                       | policier                   | 23 min     |
| Dernière Heure, édition spéciale   | Maurice de Canonge                                                  | Paul Meurisse, Odette Joyeux, Pierre Dac                       | Policier                   |            |
| Deux amours                        | Richard Pottier                                                     | Tino Rossi, Simone Valère Sylvie                               | comédie                    |            |
| Les Dieux du dimanche              | René Lucot                                                          | Marc Cassot, Alexandre Rignault,Claire Mafféi                  | Drame                      |            |
| Docteur Laennec                    | Maurice Cloche                                                      | Pierre Blanchar                                                | Film biographique          |            |
| Drame au Vel'd'Hiv'                | Maurice Cam                                                         | André Le Gall, Robert Pizani, Raymond Bussières                | Drame                      |            |
| Le Droit de l'enfant               | Jacques Daroy                                                       | Jean Chevrier, Marc Valbel Renée Devillers                     |                            |            |
| Du Guesclin                        | Bernard de Latour                                                   | Fernand Gravey, Junie Astor, Ketti Gallian                     | Drame historique           |            |
| Les Eaux troubles                  | Henri Calef                                                         | Ginette Leclerc, Édouard Delmont, André Valmy                  |                            |            |
| L'échafaud peut attendre           | Albert Valentin                                                     | Jany Holt, Paul Bernard Jean Desailly                          | policier                   |            |
| L'École buissonnière               | J.-P. Le Chanois                                                    | Bernard Blier, Juliette Faber, Édouard Delmont                 | Comédie sociale            |            |
| Entre onze heures et minuit        | Henri Decoin                                                        | Louis Jouvet, Robert Arnoux, Madeleine Robinson                | Policier                   |            |
| L'Épave                            | Willy Rozier                                                        | Françoise Arnoul, André Le Gall, Raymond Cordy                 | Drame                      |            |
| L'Escadron blanc                   | René Chanas                                                         | Jean Chevrier, René Lefèvre                                    | Film d'aventure            |            |
| Ève et le Serpent                  | Charles-Félix Tavano                                                | Gaby Morlay, Félix Oudart Jacqueline Gauthier, Robert Moncade  | comédie                    |            |
| Fabiola                            | Alessandro Blasetti                                                 | Michèle Morgan, Henri Vidal, Michel Simon                      | Péplum Drame               |            |
| Fandango                           | Emil-Edwin Reinert                                                  | Luis Mariano, Ludmilla Tcherina Jean Tissier                   | comédie                    |            |
| Fantômas contre Fantômas           | Robert Vernay                                                       | Aimé Clariond, Maurice Teynac, Marcelle Chantal                | Film policier              |            |
| La Femme nue                       | André Berthomieu                                                    | Gisèle Pascal, Yves Vincent, Jean Tissier                      | Comédie dramatique         |            |
| La Ferme des sept péchés           | Jean-Devaivre                                                       | Claude Génia, Aimé Clariond, Jacques Dumesnil                  | Drame                      |            |
| Fleur de fougère                   | Ladislas Starewitch                                                 | -                                                              | Animation                  | 23 min     |
| Gigi                               | Jacqueline Audry                                                    | Danièle Delorme, Gaby Morlay, Jean Tissier                     | Comédie                    |            |
| Goémons                            | Yannick Bellon                                                      | -                                                              | documentaire               | 20 min     |
| Hans le marin                      | François Villiers                                                   | Jean-Pierre Aumont, Maria Montez, Lilli Palmer                 | Drame                      |            |
| L'Héroïque Monsieur Boniface       | Maurice Labro                                                       | Fernandel, Andrex, Michel Ardan                                | Comédie                    |            |
| Histoires extraordinaires          | Jean Faurez                                                         | Fernand Ledoux, Jules Berry Paul Frankeur                      | Fantastique                |            |
| L'Homme aux mains d'argile         | Léon Mathot                                                         | Marcel Cerdan, Alfred Adam                                     | Biographie                 |            |
| L'Inconnu d'un soir                | Hervé Bromberger Max Neufeld                                        | Raymond Rouleau, Nadia Gray Claude Dauphin                     | drame                      |            |
| L'Inconnue n°13                    | Jean-Paul Paulin                                                    | René Dary, Pierre-Louis, Marcelle Derrien                      | Mélodrame                  |            |
| Interdit au public                 | Fred Pasquali                                                       | Jacques Erwin, Mary Marquet, José Noguero                      | Comédie                    |            |
| L'Invité du mardi                  | Jacques Deval                                                       | Bernard Blier, Madeleine Robinson, Michel Auclair              | Comédie dramatique         |            |
| Je n'aime que toi                  | Pierre Montazel                                                     | Luis Mariano, Martine Carol, André Le Gall                     | Comédie musicale           |            |
| Jean de la Lune                    | Marcel Achard                                                       | Danielle Darrieux, Claude Dauphin, François Périer             | Comédie dramatique         |            |
| Jo la Romance                      | Gilles Grangier                                                     | Georges Guétary, Ginette Leclerc, Félix Oudart                 | Romance, Film musical      |            |
| Jour de fête                       | Jacques Tati                                                        | Jacques Tati, Paul Frankeur, Guy Decomble                      | Comédie                    |            |
| Journal d'un scélérat              | Éric Rohmer                                                         | -                                                              |                            | Film perdu |
| La Lanterne des morts              | Jacques de Casembroot                                               | -                                                              | Documentaire poétique      |            |
| La Louve                           | Guillaume Radot                                                     | Claude Génia, Jean Davy, Renaud Mary                           |                            |            |
| Ma tante d'Honfleur                | René Jayet                                                          | Suzanne Dehelly, Jean Parédès                                  | comédie                    |            |
| Mademoiselle de La Ferté           | Roger Dallier                                                       | Jany Holt, Pierre Cressoy Jean Servais                         |                            |            |
| Manon                              | Henri-Georges Clouzot                                               | Cécile Aubry, Michel Auclair, Serge Reggiani                   | Drame                      |            |
| Marlène                            | Pierre de Hérain                                                    | Tino Rossi, Micheline Francey, Raymond Bussières               | Film musical               |            |
| Le Martyr de Bougival              | Jean Loubignac                                                      | Simone Michels, Line Dariel, Jeanne Fusier-Gir                 | Drame                      |            |
| La Maternelle                      | H. Diamant-Berger                                                   | Roger Laugier, Marie Déa, Blanchette Brunoy                    | Film romantique            |            |
| Maya                               | Raymond Bernard                                                     | Viviane Romance, Fréhel, Jean-Pierre Grenier                   | Drame                      |            |
| Millionnaires d'un jour            | André Hunebelle                                                     | Gaby Morlay, Ginette Leclerc, Pierre Brasseur                  | Comédie                    |            |
| Mission à Tanger                   | André Hunebelle                                                     | Raymond Rouleau, Gaby Sylvia, Mila Parély                      | espionnage                 |            |
| Monseigneur                        | Roger Richebé                                                       | Bernard Blier, Fernand Ledoux, Nadia Gray                      | Comédie                    |            |
| Le Mystère Barton                  | Charles Spaak                                                       | Françoise Rosay, Fernand Ledoux, Madeleine Robinson            | Policier                   |            |
| Le Mystère de la chambre jaune     | Henri Aisner                                                        | Lucien Nat, Hélène Perdrière, Pierre Renoir                    | Crime, Mystère             |            |
| Les Noces de sable                 | André Zwobada                                                       | Denise Cardi                                                   |                            |            |
| Les Nouveaux Maîtres               | Paul Nivoix                                                         | Albert Préjean, Hélène Perdrière, Raymond Bussières            | Aventure Comédie           |            |
| Occupe-toi d'Amélie                | Claude Autant-Lara                                                  | Danielle Darrieux, Julien Carette, Jean Desailly               | Comédie                    |            |
| On demande un assassin             | Ernst Neubach                                                       | Fernandel, Noëlle Norman, Maurice Teynac                       | Comédie                    |            |
| On ne triche pas avec la vie       | René Delacroix Paul Vandenberghe                                    | Fernand Bercher, Mady Berry, Madeleine Robinson                | Comédie dramatique         |            |
| Orage d'été                        | Jean Gehret                                                         | Gaby Morlay, Odette Joyeux                                     | Drame                      |            |
| Les Orphelins de Saint-Vaast       | Jean Gourguet                                                       | Georges Chamarat, Suzanne Grey                                 | Drame                      |            |
| Pacific 231                        | Jean Mitry                                                          | -                                                              | Documentaire               | 9 min      |
| Le Paradis des pilotes perdus      | Georges Lampin                                                      | Henri Vidal, Michel Auclair, Andrée Debar                      | Drame                      |            |
| Le Parfum de la dame en noir       | Louis Daquin                                                        | Serge Reggiani, Michel Piccoli, Hélène Perdrière               | Film policier              |            |
| La Passagère                       | Jacques Daroy                                                       | Georges Marchal, Dany Robin, René Génin                        | Comédie                    |            |
| La Patronne                        | Robert Dhéry                                                        | Annie Ducaux, André Luguet, Jean Carmet                        | Comédie                    |            |
| Pattes blanches                    | Jean Grémillon                                                      | Fernand Ledoux, Suzy Delair, Paul Bernard                      | Drame                      |            |
| Paysans noirs                      | Georges Régnier                                                     | Louis Arbessier, Antoine Balpêtré                              | Drame                      |            |
| Piège à hommes                     | Jean Loubignac                                                      | Junie Astor, Rachel Devirys, Luce Feyrer                       | Crime                      |            |
| Le Point du jour                   | Louis Daquin                                                        | Jean Desailly,René Lefèvre, Marie-Hélène Dasté                 | Drame                      |            |
| Portrait d'un assassin             | Bernard-Roland                                                      | Maria Montez, Erich von Stroheim ,Arletty                      | Comédie dramatique         |            |
| Rendez-vous de juillet             | Jacques Becker                                                      | Daniel Gélin, Nicole Courcel, Brigitte Auber                   | Comédie dramatique         |            |
| Retour à la vie                    | Henri-Georges Clouzot, André Cayatte, Georges Lampin, Jean Dréville | François Périer, Noël-Noël, Louis Jouvet, Serge Reggiani       | film à sketches, Drame     |            |
| La Révolte des gueux               | Raymond Lamy                                                        | -                                                              |                            | 21 min     |
| Le Roi                             | Marc-Gilbert Sauvajon                                               | Maurice Chevalier, Annie Ducaux, Sophie Desmarets              | Comédie                    |            |
| Ronde de nuit                      | François Campaux                                                    | Tilda Thamar, Pauline Carton, Noël Roquevert                   | Film policier              |            |
| La Ronde des heures                | Alexandre Ryder                                                     | Jacques Jansen, Denise Grey Micheline Francey                  | Film dramatique            |            |
| La Route inconnue                  | Léon Poirier                                                        | Robert Darène, Lisette Lanvin                                  |                            |            |
| Le Sang des bêtes                  | Georges Franju                                                      | Georges Hubert et Nicole Ladmiral (voix)                       | Documentaire               |            |
| Scandale aux Champs-Élysées        | Roger Blanc                                                         | Pierre Renoir, Françoise Christophe, Guy Decomble              | Film policier              |            |
| Le Secret de Mayerling             | Jean Delannoy                                                       | Jean Marais, Dominique Blanchar, Jean Debucourt                | Drame Film historique      |            |
| Le Signal rouge                    | Ernst Neubach                                                       | Erich von Stroheim, Denise Vernac, Franck Villard              | Drame                      |            |
| Le Sorcier du ciel                 | Marcel Blistène                                                     | Georges Rollin, Marie Daëms, Dora Doll                         | Film biographique          |            |
| Suzanne et ses brigands            | Yves Ciampi                                                         | René Dary, Suzanne Flon, Pierre Destailles                     |                            |            |
| Tabusse                            | Jean Gehret                                                         | Rellys, Marcel Lévesque, Paulette Andrieux                     | Comédie dramatique         |            |
| Toâ                                | Sacha Guitry                                                        | Sacha Guitry, Mireille Perrey, Robert Seller                   | Comédie                    |            |
| Tous les chemins mènent à Rome     | Jean Boyer                                                          | Micheline Presle, Gérard Philipe, Marcelle Arnold              | Comédie                    |            |
| Tous les deux                      | Louis Cuny                                                          | Renée Saint-Cyr, André Luguet Annette Poivre                   | comédie                    |            |
| Le Trésor de Cantenac              | Sacha Guitry                                                        | Sacha Guitry, Lana Marconi, Michel Lemoine                     | Comédie                    |            |
| Ulysse ou les Mauvaises Rencontres | Alexandre Astruc                                                    | Jean Cocteau, Jean Genet Daniel Gélin                          | Court métrage Comédie      |            |
| Un certain monsieur                | Yves Ciampi                                                         | Hélène Perdrière, Roger Pigaut                                 | Policier                   |            |
| Une femme par jour                 | Jean Boyer                                                          | Jacques Pills, Danielle Godet                                  | Comédie                    |            |
| Une si jolie petite plage          | Yves Allégret                                                       | Gérard Philipe, Madeleine Robinson Jane Marken                 | Drame                      |            |
| Les Vagabonds du rêve              | Charles-Félix Tavano                                                | Françoise Rosay, Raymond Cordy André Claveau                   | Drame                      |            |
| Valse brillante                    | Jean Boyer                                                          | Petits Chanteurs à la croix de bois Marta Eggerth, Jan Kiepura | Film policier Film musical |            |
| La Veuve et l'Innocent             | André Cerf                                                          | Sophie Desmarets, Jean Tissier Jean Desailly                   | Comédie dramatique         |            |
| La vie est un rêve                 | Jacques Séverac                                                     | Roland Armontel, Suzy Carrier, Paul Demange                    |                            |            |
| Vient de paraître                  | Jacques Houssin                                                     | Louis de Funès, Pierre Fresnay, Blanchette Brunoy              | Comédie                    |            |
| Vire-vent                          | Jean Faurez                                                         | Roger Pigaut, Sophie Desmarets, Louis Seigner                  | Comédie                    |            |
| La Voix du rêve                    | Jean-Paul Paulin                                                    | Renée Saint-Cyr, Jean Chevrier                                 | Drame                      |            |